# Jerry Garcia Acoustic Band
Jerry Garcia Acoustic Band (JGAB) foi uma banda formada por Jerry Garcia, do Grateful Dead. A banda tocou em diversos shows por volta do ano de 1987, e, consequentemente, lançaram um álbum ao vivo.

## Membros
- Jerry Garcia - guitarra, vocal
- David Nelson - guitarra, vocal
- Sandy Rothman - bandolim, banjo, vocal
- John Kahn - baixo
- Kenny Kosek - fiddle
- David Kemper - bateria

## História
A banda foi formada em 1987, e fez a sua primeira aparição pública em 17 de março do mesmo ano, no The Fillmore. Eraum show beneficente. Entretanto, Garcia e Sandy Rothman já se conheciam, pois, anteriormente, já haviam tocado juntos na The Black Mountain Boys, uma banda de Bluegrass.
A "Jerry Garcia Acoustic Band" tocou no Lunt-Fontanne Theatre, para uma peça da Broadway que durou duas semanas, e continuaram fazendo aparições no The Warfield (em São Francisco) e no Wiltern Theatre (em Los Angeles).
Outras performances incluiam o show do Electric on the Eel; o show beneficente Creating a Better Future (que ocorreu no Condado de Marin, na Califórnia); algumas aparições no Cotati Cabaret (um clube exclusivo localizado no Condado de Sonoma, Califórnia) e um show também no Frost Amphitheater da Universidade de Stanford.

## Discografia
- Almost Acoustic - 1988
- Pure Jerry, Vol. 2: Lunt-Fontanne, New York City, 31 de Outubro de 1987 – Jerry Garcia Band e Jerry Garcia Acoustic Band – 2004
- Pure Jerry, Vol. 3: Lunt-Fontanne, New York City, The Best of the Rest, 15 - 30 de Outubro de 1987 - Jerry Garcia Band e Jerry Garcia Acoustic Band – 2004

## Algumas músicas do repertório da banda
- Swing Low, Sweet Chariot
- Diamond Joe
- I'm Here To Get My Baby Out Of Jail
- Deep Elem Blues
- I'm Troubled
- Oh, The Wind and Rain
- Oh Babe, It Ain't No Lie
- Ripple
- I've Been All Around This World
- The Girl At The Crossroads Bar
- Gone Home
- Blue Yodel
- Spike Driver Blues